# Progreso (Uruguai)
Progreso és una ciutat de l'Uruguai, ubicada al departament de Canelones, sobre el traçat antic de la ruta nacional 5 (que uneix Montevideo amb Rivera) i a pocs quilòmetres de la populosa ciutat de Las Piedras.
L'actual alcaldessa és Cristina Castro.

## Història
Originalment, el paratge on ara es troba la localitat de Progreso, va rebre el nom de Puntas del Canelón Chico, o Puntas del Gigante.
El 15 de novembre de 1871 arriba el ferrocarril i l'estació rep la denominació que es faria extensiva a la població: Progreso. En aquells primers temps habitaven aquestes terres un camperol, anomenat Ángel Fierro, i Pepe Sagaste, un comerciant que tenia una posta. Després van arribar algunes famílies angleses, ocupades en el ferrocarril. A causa d'això el camí poblat d'arbres que arribava fins a l'estació va ser conegut com l'Avinguda dels Anglesos (Avenida de los Ingleses).

## Educació
A Progreso hi ha quatre institucions educatives dependents de l'Església catòlica: el Col·legi Los Santos Ángeles; el Col·legi San José, tots dos a càrrec de la comunitat de les Germanes de la Sagrada Família de Castelletto; el Liceu Sagrada Família d'Urgell (vegeu, bisbat d'Urgell) i l'Escola Familiar Agrària (EFA) Los Nogales, ambdós dependents de les Germanes de la Sagrada Família d'Urgell, les quals actualment han deixat Progreso i van encomanar l'atenció del Liceu a l'Opus Dei.
A Progreso també es troba el Monastir Santa María de la Visitación, de l'Ordre de la Visitación de Santa María (Salesas).

## Població
Progreso compte amb poc més de 16.000 habitants, segons el cens de l'any 2007. Els ciutadans treballen majoritàriament a Montevideo o Las Piedras. Una menor proporció ho fa en tasques rurals i hi ha una considerable taxa de desocupació. Molta gent dels barris es refereix directament a Las Piedras en lloc d'arribar fins al centre de Progreso.
| Any  | Població |
| ---- | -------- |
| 1963 | 6.844    |
| 1975 | 9.612    |
| 1985 | 11.244   |
| 1996 | 14.471   |
| 2004 | 15.775   |

Font: Institut Nacional d'Estadística de l'Uruguai